# Dendrophthora polyantha
Dendrophthora polyantha är en sandelträdsväxtart som beskrevs av J. Kuijt. Dendrophthora polyantha ingår i släktet Dendrophthora och familjen sandelträdsväxter. Inga underarter finns listade i Catalogue of Life.